# Ischyronemertes heterophthalma
Ischyronemertes heterophthalma är en djurart som tillhör fylumet slemmaskar, och som först beskrevs av Schmarda 1859.  Ischyronemertes heterophthalma ingår i släktet Ischyronemertes och familjen Emplectonematidae.
Artens utbredningsområde är havet kring Nya Zeeland. Inga underarter finns listade i Catalogue of Life.